# Королевство Курдистан
Термин Королевство Курдистан может обозначать два непродолжительно существовавших непризнанных государства, образовавшихся в 1920-х годах в геокультурной области Курдистан после распада Османской империи на территории, официально находящейся под юрисдикцией Британского мандата в Месопотамии.

## Северный Ирак
После Первой мировой войны в 1920 году по Севрскому договору было принято решение о создании независимого Курдистана. Первоначальной идеей англичан было образование в Мосульском вилайете федерации племенных курдских княжеств, но после создания англичанами Иракского королевства было решено присоединить вилайет к Ираку. 10 октября 1921 года курды объявили о создании Королевства Курдистан со столицей в Сулеймании. Шахом Курдистана стал Махмуд Барзанджи. Год спустя в курдских районах северного Ирака были обнаружены богатые месторождения нефти, из-за которых западные страны отказали в поддержке независимому Курдистану. Видимо, это сыграло решающую роль: для эффективной нефтедобычи англичане нуждались в стабильности и прочной государственной власти, которую племенные княжества обеспечить не могли. В ответ на это в сентябре 1922 года курды вновь провозгласили независимое Королевство Курдистан.
Согласно Лозаннскому договору от 1923 года Курдистан был разделён между Турцией, Францией и Великобританией. В июле 1924 года британские войска положили конец существованию Королевства Курдистан.
Турция некоторое время выдвигала претензии на Мосульский вилайет, утверждая, что англичане оккупировали его незаконно, так как условия Мудросского перемирия 1918 года его не затрагивали. Вопрос был передан на рассмотрение Лиги Наций. 16 декабря 1925 года Совет Лиги Наций постановил оставить Мосульский вилайет за Ираком, приняв в качестве основы демаркационную линию (т. н. «Брюссельская линия»), установленную годом раньше.

## Северный Курдистан (Юго-Восточная Турция)
Вторая попытка создания Королевства Курдистан была сделана на юго-востоке Турции во время восстания Шейха Саида в 1925 году; государство существовало 3 месяца, прежде чем было захвачено турецкой армией. Восстание было начато Шейхом Саидом при помощи сирийских курдов.